# Centris nitida
Centris nitida är en biart som beskrevs av Smith 1874. Centris nitida ingår i släktet Centris och familjen långtungebin. Inga underarter finns listade.

## Bildgalleri

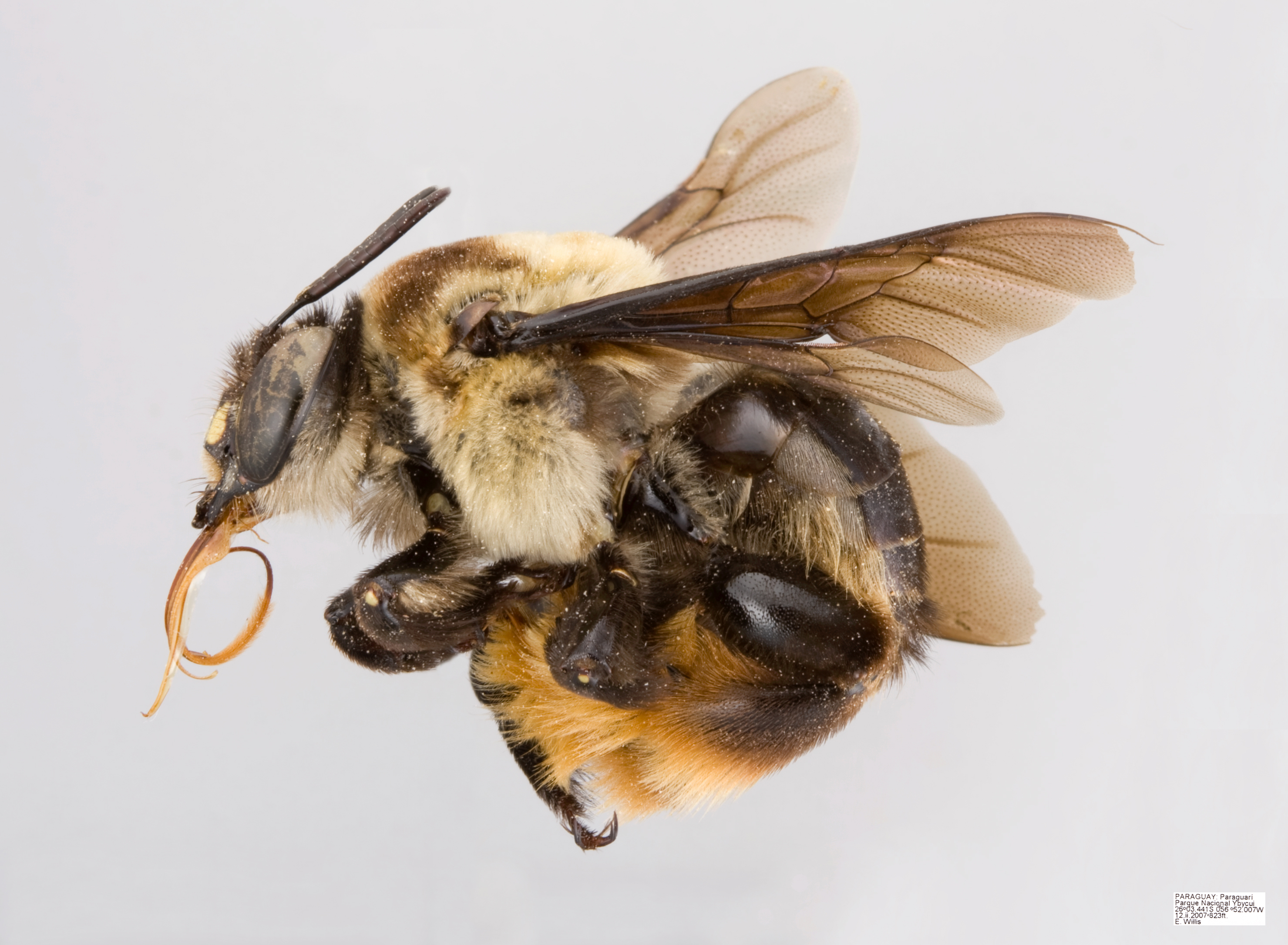
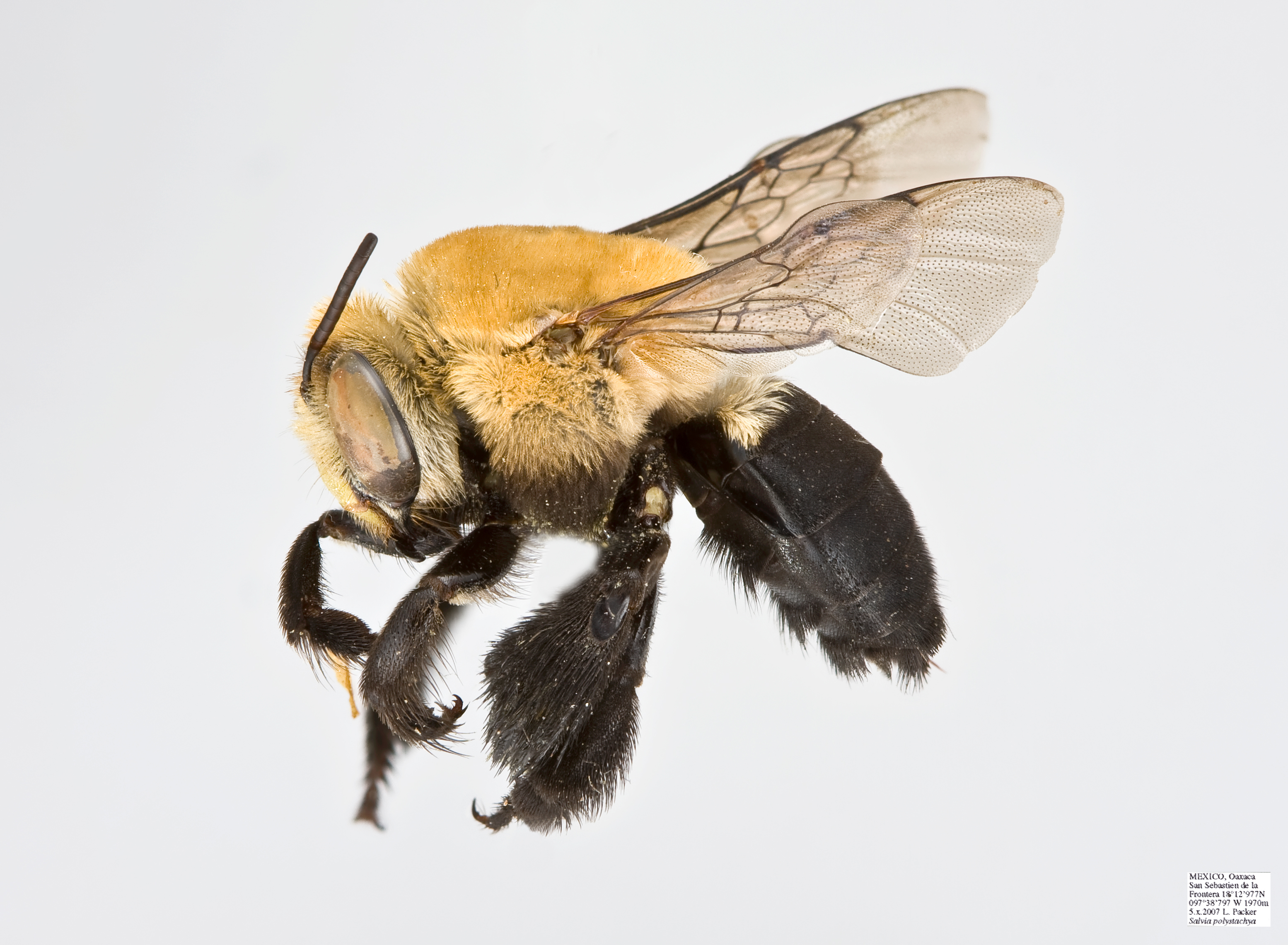